# Pool Getafe
Le Pool Getafe est un club féminin espagnol de basket-ball basé à Getafe (Madrid). Le club a appartenu à la Liga Femenina, soit le plus haut niveau du championnat espagnol.

## Entraîneurs successifs
- Depuis ? : ?

## Palmarès
- Vice-Champion d'Euroligue : 1998
- Champion d'Espagne : 1997, 1998

## Joueuses célèbres ou marquantes
- Małgorzata Dydek
- Amaya Valdemoro